# Festival international du film de Vancouver 2013
Le festival international du film de Vancouver 2013, la 32e édition du festival (32nd annual Vancouver International Film Festival ou VIFF), s'est tenu du 26 septembre au 11 octobre 2013.

## Sélection

### Canadian Images
Sauf mention contraire, tous les films ci-dessous sont canadiens. (CM) signifie court métrage (film de moins de 60 minutes).
- 15 Reasons to Live de Alan Zweig
- 3 Days in Havana de Gil Bellows et Tony Pantages
- 90 Days de Timothy Yeung  États-Unis  Hong Kong (CM)
- All the Wrong Reasons de Gia Milani
- L'Autre maison de Mathieu Roy
- Anxious Oswald Greene de Marshall Axani (CM)
- Arctic Defenders de John Walker
- Beasts in the Real World de Sol Friedman (CM)
- Beauty Mark de Mark Ratzlaff (CM)
- Big Trees de Ann Marie Fleming (CM)
- Chi de Anne Wheeler (CM)
- Cinemanovels de Terry Miles
- Cochemare de Maciek Szczerbowski et Chris Lavis (CM)
- Condominium de Fernand-Philippe Morin-Vargas (CM)
- Cosmos Will Save the World de Patrick Lapierre (CM)
- Dark Matter (programme de courts métrages)
- Daybreak de Ian Lagarde (CM)
- Der Untermensch de Kays Mejri
- Destroyer de Kevan Funk (CM)
- The Dick Knost Show de Bruce Sweeney
- The Dirties de Matt Johnson
- The End of Pinky de Claire Blanchet (CM)
- Firecrackers de Jasmin Mozaffari (CM)
- Flammable de Samuel Plante (CM)
- Suivre la piste du renard de Simon Laganiere (CM)
- Foxed! de James Stewart et Nev Bezaire (CM)
- From Neurons to Nirvana de Oliver Hockenhull  Royaume-Uni
- Gabrielle de Louise Archambault
- Gaspe Copper de Alexis Fortier Gauthier (CM)
- Gateway de Benjamin Paull  États-Unis (CM)
- Gloria Victoria de Theodore Ushev (CM)
- Going South de Jefferson Moneo (CM)
- H & G de Danishka Esterhazy
- Hannah de Ashleigh Vaillancourt (CM)
- Hue: A Matter of Colour de Vic Sarin
- I Saw You de Mina Shum (CM)
- In Guns We Trust de Nicolas Lévesque (CM)
- Encrage de Yan Ladoudeur et David Tougas (CM)
- The Lamp de Trevor Juras (CM)
- Lawrence & Holloman de Matthew Kowalchuk
- Leap 4 Your Life de Gary Hawes
- Liebe (Love) de Cameron Macgowan (CM)
- Mayfly de Brandon Willetts et Jordan Willetts (CM)
- Method de Gregory Smith (CM)
- Mimi & Me de Marly Reed (CM)
- My Prairie Home de Chelsea McMullan
- Nathan de Mathieu Arsenault (CM)
- Night Giant de Aaron Beckum  États-Unis (CM)
- No Land No Food No Life de Amy Miller
- Objects of Desire (programme de courts métrages)
- Oil Sands Karaoke de Charles Wilkinson
- The Oxbow Cure de Yonah Lewis et Calvin Thomas
- Performance/Anxiety (programme de courts métrages)
- Pilgrims de Marie Clements (CM)
- Portrait as a Random Act of Violence de Randall Okita (CM)
- Rhymes for Young Ghouls de Jeff Barnaby
- The Right Kind of Wrong de Jeremiah S. Chechik
- Le Courant faible de la rivière de Joël Vaudreuil (CM)
- Roland de Trevor Cornish (CM)
- Role Play de Alex Epstein (CM)
- Ruach de Mauricio Pampin (CM)
- Salmon Confidential de Twyla Roscovich
- Sarah préfère la course de Chloé Robichaud
- Snapshots de Brian Stockton (CM)
- Softening de Kelly O'Brien (CM)
- The Sparkling River de Félix Lajeunesse et Paul Raphaël (CM)
- Subconscious Password de Chris Landreth (CM)
- Sunday Punch de Alan Powell (CM)
- Tele de Gabriel Adelman (CM)
- That Burning Feeling de Jason James
- Tom à la ferme de Xavier Dolan
- Under the Bridge of Fear de Mackenzie Gray (CM)
- Vic + Flo ont vu un ours de Denis Côté
- Watermark de Jennifer Baichwal et Edward Burtynsky
- We Wanted More de Stephen Dunn (CM)
- When I Walk de Jason DaSilva  États-Unis
- Whitewash de Emanuel Hoss-Desmarais
- Young Offenders (programme de courts métrages)

### Cinema of Our Time
(CM) signifie court métrage (film de moins de 60 minutes).
- Ain't Them Bodies Saints de David Lowery  États-Unis
- Ali de Paco R. Baños  Espagne
- All About the Feathers (Por las plumas) de Neto Villalobos  Costa Rica
- All Is Lost de J. C. Chandor  États-Unis
- Araf de Yeşim Ustaoğlu  Turquie  France  Allemagne
- Le Sac de farine de Kadija Leclere  Belgique  Maroc  France
- Breach in the Silence (Brecha en el silencio) de Andrés Rodríguez et Luis Rodríguez  Venezuela
- The Broken Circle Breakdown de Felix van Groeningen  Belgique  Pays-Bas
- Clear Blue Skies de Anna Ogden-Smith  Royaume-Uni (CM)
- The Closed Circuit (Uklad zamkniety) de Ryszard Bugajski  Pologne
- Closed Curtain (Pardé) de Jafar Panahi et Kambuzia Partovi  Iran
- Dawn of a Memory (Alba de un recuerdo) de Camila Rodriguez Triana  Colombie (CM)
- Bella addormentata (Bella addormentata) de Marco Bellocchio  Italie  France
- Exhibition de Joanna Hogg  Royaume-Uni
- Exit Elena de Nathan Silver  États-Unis
- Fanie Fourie's Lobola de Henk Pretorius  Afrique du Sud
- Felix de Roberta Durrant  Afrique du Sud
- Field of Amapolas (Jardin de Amapolas) de Juan Carlos Melo Guevara  Colombie
- For the Birds de Tara Atashgah  États-Unis
- Forty Years from Yesterday de Robert Machoian et Rodrigo Ojeda-Beck  États-Unis
- The Future (Il futuro) de Alicia Scherson  Chili  Italie  Espagne  Allemagne
- The Gardener (Bagheban) de Mohsen Makhmalbaf  Iran
- Gebo et l'Ombre de Manoel de Oliveira  France  Portugal
- Gloria de Sebastián Lelio  Chili  Espagne
- Gold de Thomas Arslan  Allemagne
- Good Vibrations de Lisa Barros D'Sa et Glenn Leyburn  Royaume-Uni  Irlande
- Grigris de Mahamat Saleh Haroun  France  Tchad
- A Gun in Each Hand (Una pistola en cada mano) de Cesc Gay  Espagne
- Harmony Lessons (Асланның сабақтары) de Émir Bayğazin  Kazakhstan  France  Allemagne
- Heli de Amat Escalante  Mexique  France  Allemagne  Pays-Bas
- Honeymoon (Líbánky) de Jan Hřebejk  Slovaquie  République tchèque
- Hotell de Lisa Langseth  Suède
- I Belong (Som du ser meg) de Dag Johan Haugerud  Norvège
- In Bloom (გრძელი ნათელი დღეები) de Nana Ekvtimishvili et Simon Groß  Géorgie
- The Invisible Woman de Ralph Fiennes  Royaume-Uni
- La jaula de oro de Diego Quemada-Diez  Mexique  Espagne
- The King's Body (O corpo de Afonso) de João Pedro Rodrigues  Portugal
- Une estonienne à Paris de Ilmar Raag  France  Estonie  Belgique
- A Long and Happy Life (Dolgaya schastlivaya zhizn) de Boris Khlebnikov  Russie
- La última película de Raya Martin et Mark Peranson  Canada  Mexique  Philippines  Danemark
- Ludwig II. de Peter Sehr et Marie Noëlle  Autriche  Allemagne
- The Lunchbox (Dabba) de Ritesh Batra  Inde  France  Allemagne
- Mahjong de João Pedro Rodrigues et João Rui Guerra da Mata  Portugal
- Manuscripts Don't Burn (Dast-Neveshtehaa Nemisoosand) de Mohammad Rasoulof  Iran
- Matterhorn de Diederik Ebbinge  Pays-Bas
- Miss Violence de Alexandros Avranas  Grèce
- El mudo de Daniel Vega et Diego Vega  Pérou  France  Mexique
- Paradise: Hope (Paradies: Hoffnung) de Ulrich Seidl  Autriche  Allemagne  France
- The Patience Stone (سنگ صبور) de Atiq Rahimi  Iran
- La Paz de Santiago Loza  Argentine
- A Place in Heaven (Makom be-Gan Eden) de Joseph Madmony  Israël
- The Priest's Children (Svećenikova djeca) de Vinko Brešan  Croatie  Serbie
- Redemption de Miguel Gomes  Portugal
- The Rocket de Kim Mordaunt  Australie
- See You Never (Hasta Nunca) de Mark Street  États-Unis  Uruguay
- So Much Water (Tanta agua) de Ana Guevara Pose et Leticia Jorge Romera  Mexique  Uruguay
- Soft in the Head de Nathan Silver  États-Unis
- Stand Clear of the Closing Doors de Sam Fleischner  États-Unis
- The Story of My Death (Historia de la meva mort) de Albert Serra  Espagne  France  Roumanie
- The Strange Little Cat (Das merkwürdige Kätzchen) de Ramon Zürcher  Allemagne
- The Summer of Flying Fish (El verano de los peces voladores) de Marcela Said  Chili  France
- Grand comme le Baobab de Jeremy Teicher  Sénégal
- There Will Come a Day (Un giorno devi andare) de Giorgio Diritti  Italie  France
- Trapped (Darband) de Parviz Shahbazi  Iran
- The Unity of All Things de Alexander Carver et Daniel Schmidt  États-Unis
- Wadjda de Haifaa Al Mansour  Afghanistan  Allemagne
- We Are the Nobles (Nosotros los Nobles) de Gary Alazraki  Mexique
- When Evening Falls on Bucharest or Metabolism (Când se lasă seara peste Bucureşti sau metabolism) de Corneliu Porumboiu  Roumanie  France
- With You, Without You (Oba Nathuwa Oba Ekka) de Prasanna Vithanage  Sri Lanka
- Youth de Tom Shoval  Israël  Allemagne

### Galas
- Down River de Ben Ratner  Canada
- The Face of Love de Arie Posin  États-Unis (film de clôture)
- Nebraska de Alexander Payne  États-Unis (film d'ouverture)

### Special Presentations
- 3x3D de Jean-Luc Godard, Peter Greenaway et Edgar Pêra  France  Royaume-Uni  Portugal
- Burning Bush (Horící ker) de Agnieszka Holland  République tchèque
- The Congress (כנס העתידנים) de Ari Folman  Israël
- The Great Beauty (La grande bellezza) de Paolo Sorrentino  Italie
- Measuring the World (Die Vermessung der Welt) de Detlev Buck  Allemagne
- The Past (گذشته) de Asghar Farhadi  Iran
- Tracks de John Curran  Australie
- Le Week-End de Roger Michell  Royaume-Uni
- Les Enfants loups, Ame et Yuki (おおかみこどもの雨と雪) de Mamoru Hosoda  Japon

### Altered States
- Antisocial de Cody Calahan  Canada
- Big Bad Wolves de Aharon Keshales et Navot Papushado (en)  Israël
- Borgman de Alex van Warmerdam  Pays-Bas
- A Field in England de Ben Wheatley  Royaume-Uni
- Halley de Sebastián Hofmann  Mexique  Pays-Bas
- Willow Creek de Bobcat Goldthwait  États-Unis
- XL de Marteinn Thórsson  Islande

### Spotlight on France
Sauf mention contraire, tous les films ci-dessous sont français.
- 11.6 de Philippe Godeau
- La Vie d'Adèle – Chapitres 1 & 2 de Abdellatif Kechiche
- Camille Claudel 1915 de Bruno Dumont
- Grand Central de Rebecca Zlotowski
- La Maison de la radio de Nicolas Philibert
- Michael Kohlhaas de Arnaud des Pallières
- Mouton de Gilles Deroo et Marianne Pistone
- Au bord du monde de Claus Drexel
- Au bout du conte de Agnès Jaoui
- Vous n'avez encore rien vu de Alain Resnais
- Jeune et Jolie de François Ozon

## Palmarès
- Meilleur film canadien[1] :
  - Rhymes for Young Ghouls de Jeff Barnaby
  - That Burning Feeling de Jason James
- Meilleur court métrage canadien : Nathan de Mathieu Arsenault

- Women in Film + Television Artistic Merit Award : Sarah préfère la course de Chloé Robichaud  Canada

Prix du public
- People’s Choice Award : Tel père, tel fils de Hirokazu Kore-eda  Japon
- VIFF Award du meilleur film canadien : Down River de Ben Ratner  Canada
- VIFF Award du meilleur documentaire : When I Walk de Jason DaSilva  États-Unis
- VIFF Award du meilleur documentaire international : Desert Runners de Jennifer Steinman  États-Unis
- VIFF Award du meilleur film sur l'environnement : Salmon Confidential de Twyla Roscovich  Canada
- VIFF Award du meilleur premier film : Wadjda de Haifaa al-Mansour  Afghanistan